# ТЕ109
ТЕ109 (Тепловоз з Електричною передачею, 109-та серія) — односекційний радянський магістральний вантажно-пасажирський тепловоз широкої колії з електричною передачею змінно-постійного струму, виробництва Луганського тепловозобудівного заводу. Перша серія в однойменному сімействі.
Випускався на експорт до НДР, Болгарію. У Радянському Союзі експлуатувалося 33 одиниці на підприємствах промислового залізничного транспорту в Міністерстві кольорової металургії.
При поставці тепловозів до ЧССР (2 машини) тепловоз називався Т679.2 Рагулін (Ragulin).
Німецькі залізничники назвали тепловози сімейства ТЕ109 Людмила (Ludmilla). На мережі залізниць Німеччини (Deutsche Bahn) вони позначаються: DB230, DB231, DB232, DB233, DB234, DB241. Багато тепловозів цих серій експлуатуються в Німеччині й сьогодні. Експлуатуються вони переважно в колишній Східній Німеччині, наприклад в депо Berlin-Lichtenberg.

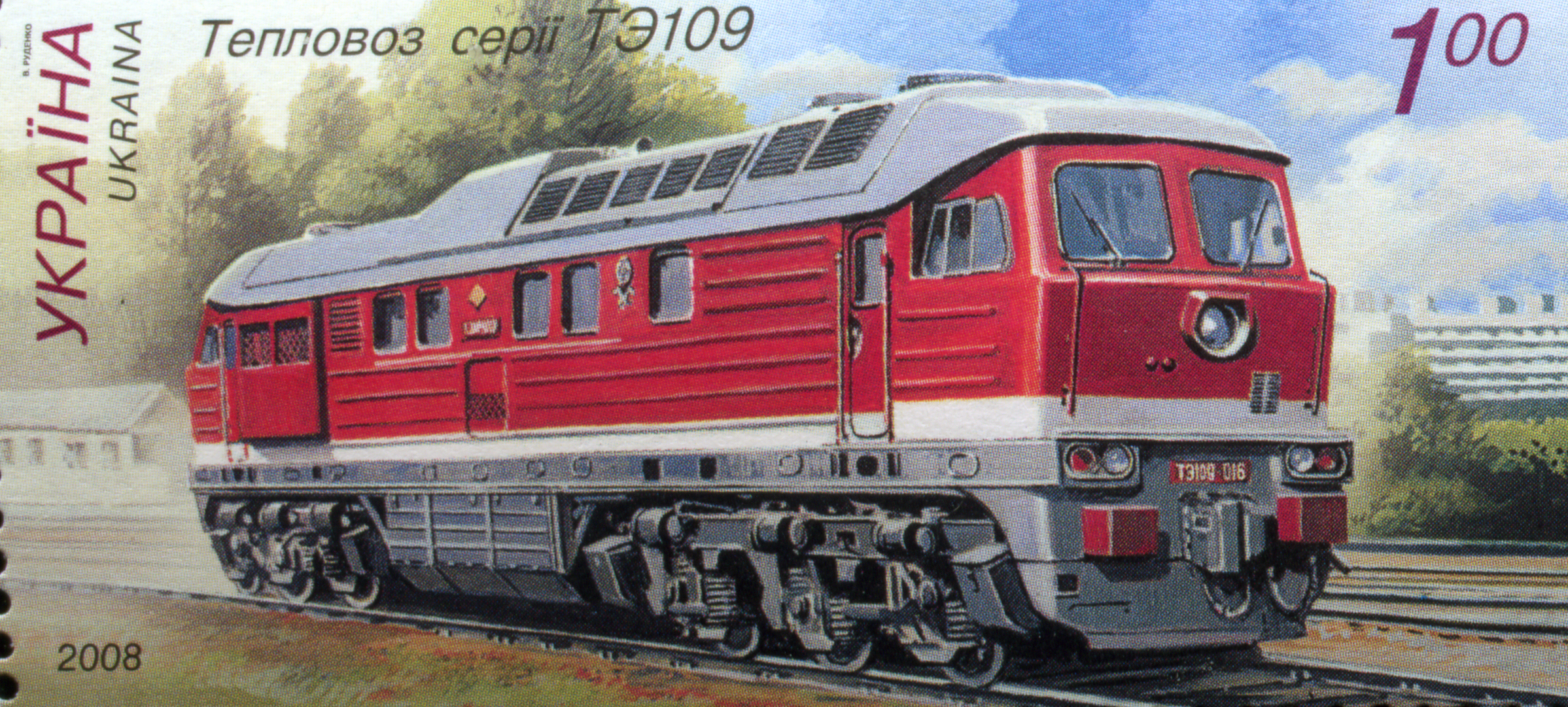

## Історія
Наприкінці 1967 року Луганський тепловозобудівний завод виготовив два дослідні 6-вісні тепловози ТЕ109 із чотиритактними двигунами і електричною передачею змінно-постійного струму.

### ТЕ109 в Німеччині (BR 130/DB 230)
Під час зміни тягового рухомого складу німецька залізнична компанія (Deutsche Reichsbahn) в НДР 1966 році масово закупила радянські тепловози. 1251 локомотив, 5 серій із яких належали до однієї так званої «сім'ї локомотивів» ТЕ, утворювали хребет дизельної тяги.
Радянський локомотивний завод в Луганську отримав замовлення розробити тепловози для служб важких вантажних і пасажирських швидкісних потягів для DR. Виникали дуже схожі зовні серії, які відрізнялися лише технічним обладнанням та граничною швидкістю. Межею досягнення цього локомотивного розвитку можна розглядати варіант з 4000 к. с. — серія 142.

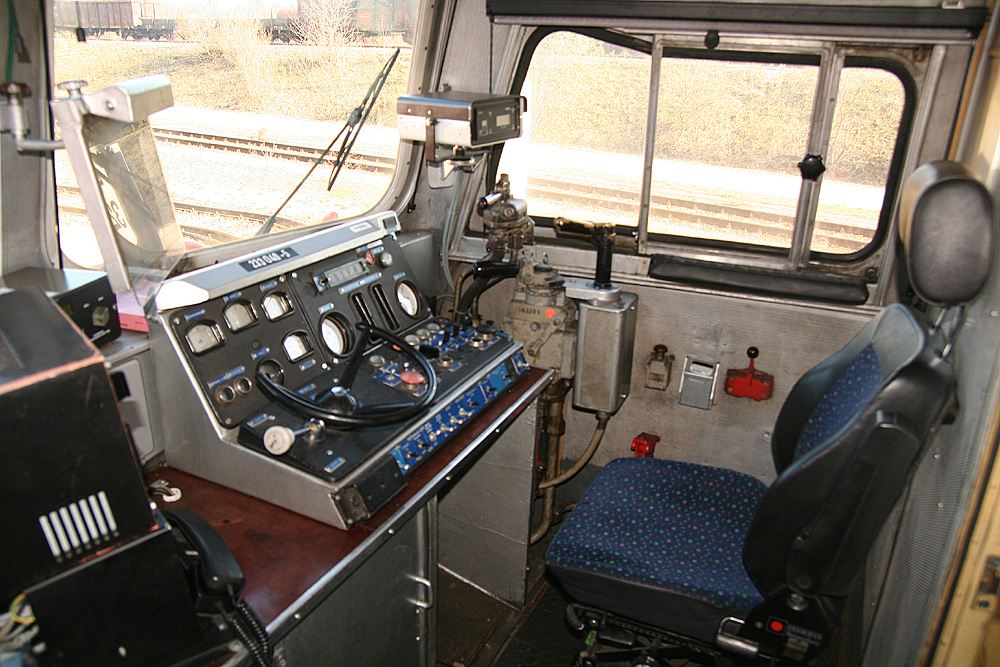
Кабіна машиніста тепловоза TE109. «Deutsche Bahn»

З 1970 року почалося серійне надходження тепловозів із потужністю двигуна 3000 к. с. — DB 230 (DR 130). Вони купувалися відділенням DR в НДР. У локомотив встановлювалися дизельні двигуни типу 5Д49 із 16 циліндрами. У машини із 6 колісними парами була службова маса 120 т. Локомотив із максимальною швидкістю 140 км/год принципово застосовувався тільки для водіння вантажних поїздів, оскільки пристрій для опалювання поїзда в ньому був відсутній. Його почали встановлювати в більш пізній серії 132.

## Опис
Кузов суцільний несний з використанням алюмінієвих сплавів, вагонного типу, з кабінами управління в обох кінцях, виконаний в габариті 02-Т (габарит європейських залізниць).
Візки безщелепні, подібні до використаних на тепловозах 2ТЕ10Л і 2ТЕ10В.
Дизельний двигун 1А-5Д49 (16ЧН26/26) — V-подібний чотиритактний 16-циліндровий потужністю 3000 к. с. при частоті обертання 1000 обертів за хвилину. Діаметр циліндрів 260 мм, хід поршня 260 мм. Використовувався газотурбінне наддування і пряме впорскування палива. Суха маса двигуна з підвальною рамою — 17 500 кг.
Передатне відношення редуктора 15:68 = 1:4,533, можливе використання редуктора з передатним відношенням 20:63 = 1:3,15 для пасажирських поїздів.
Уперше в Радянському Союзі було використано електричну передачу змінно-постійного струму, спроєктовану Харківським заводом Електротяжмаш, що дало змогу використати легший і надійніший генератор.
Тяговий генератор змінного струму ГС-501А потужністю 2000 кВт із незалежним збудженням і примусовою вентиляцією був 12-полюсним синхронним; на статорі розташовувалися дві трифазні обмотки, зсунуті одна відносно одної на 30°. Обмотка ротора живилася від збуджувача ВС-650 через випрямляч номінальною потужністю 26 кВт, що працював із напругою 287 В, силою струму 146 А, частотою струму 220 кВт при 3300 обертах за хвилину, масою 355 кг.
Управління здійснювалося контролером КБ-1552 з реверсивною і головною ручками, головна ручка мала нульову і 15 робочих позицій.
Три вентилятори холодильника, вентилятори охолодження тягових електродвигунів живилися трифазними асинхронними електродвигунами.
Двоступеневий, двоциліндровий компресор ПК-35М живився електродвигуном постійного струму і подавав повітря обсягом 3,7 м³/год.
Запуск двигуна і живлення ланцюгів управління та освітлення здійснювалося страртер-генератором СТГ-7 потужністю 50 кВт, що працював із напругою 110 В, частотою обертання 1150—3300 обертів за хвилину.

## Технічні характеристики

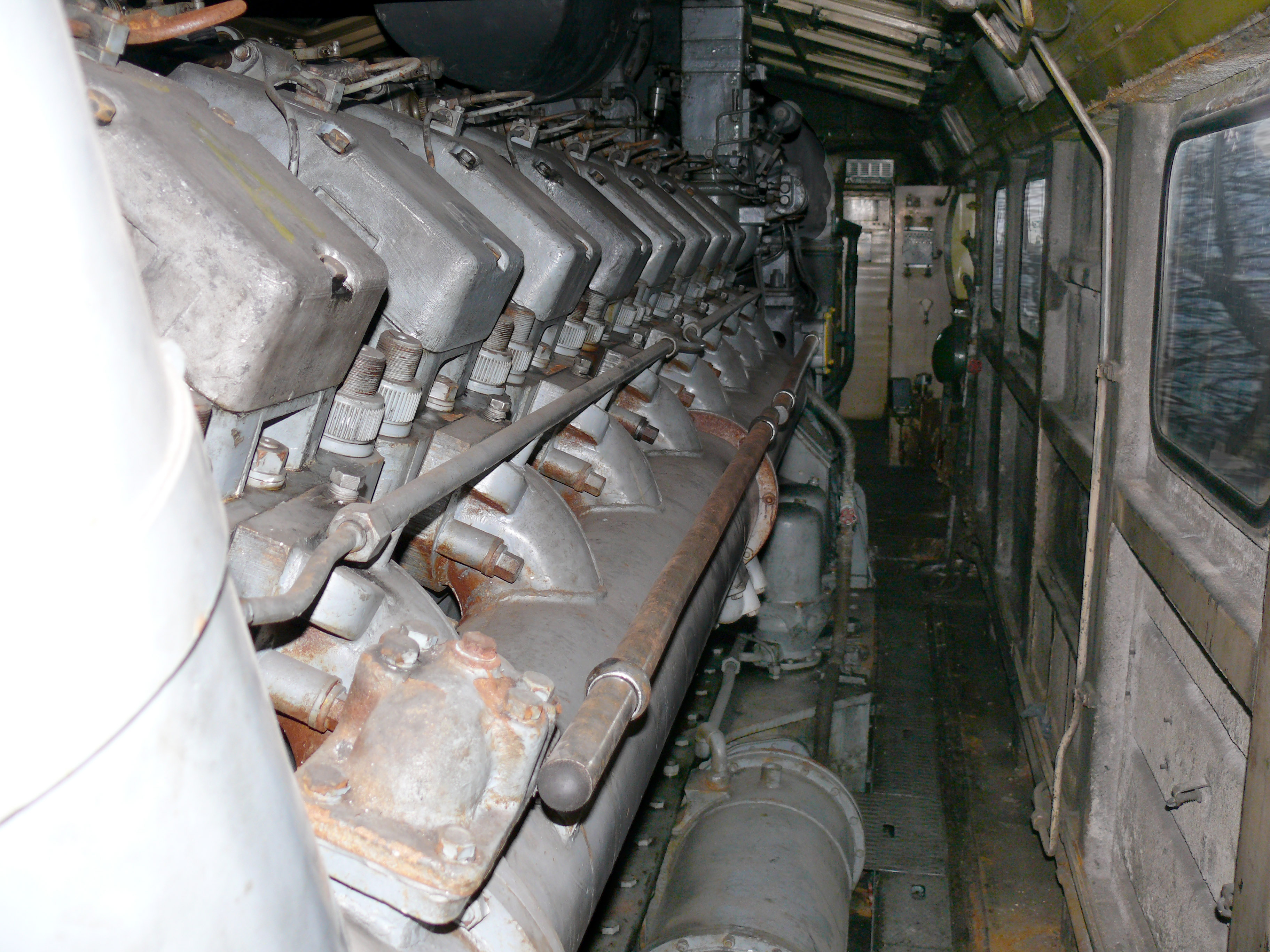
Дизель тепловоза

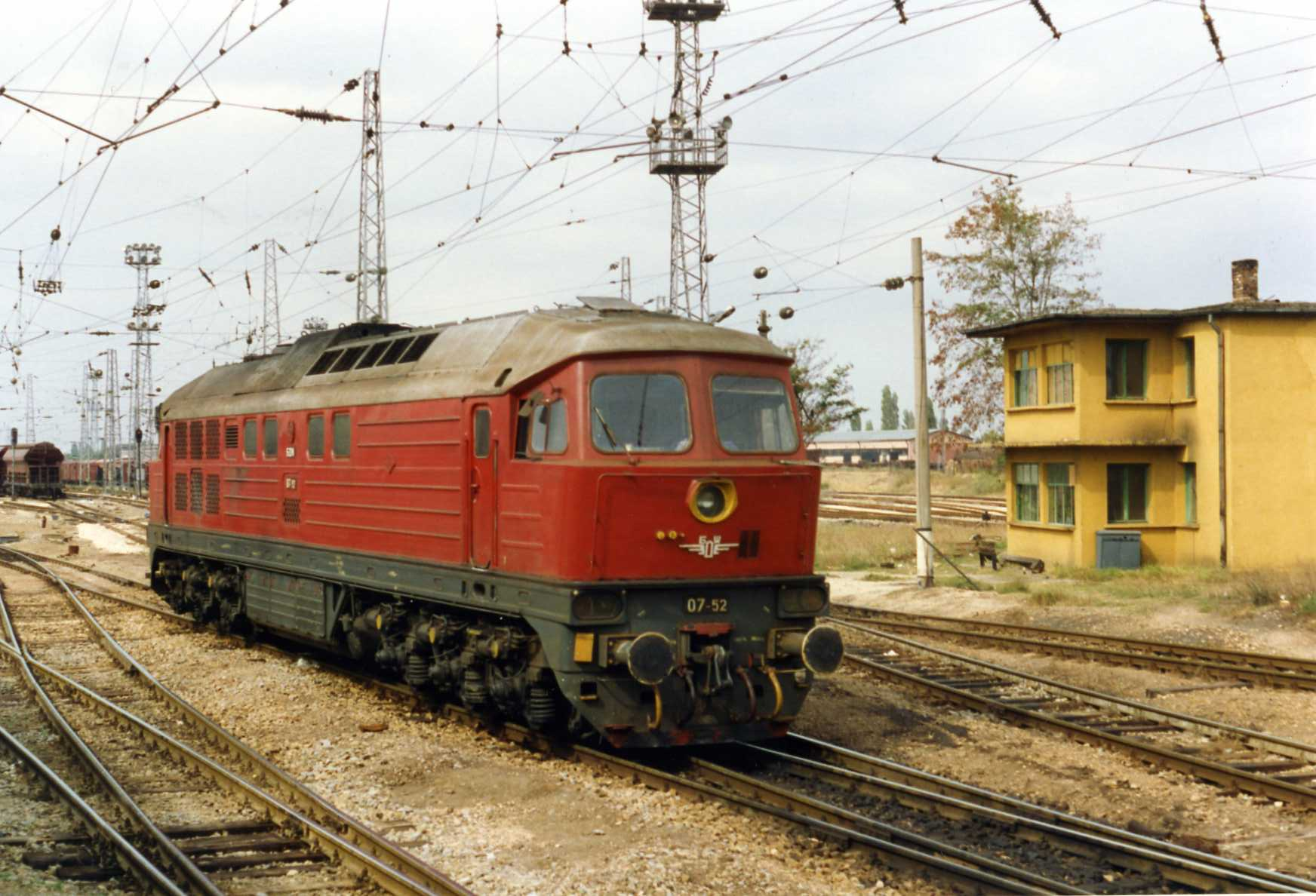
Тепловоз на болгарській залізниці

- Роки побудови — 1968—1978
- Рід служби — вантажно-пасажирський
- Осьова формула — 3О−3О
- Потужність, к. с. — 3000[1]
- Ширина колії, мм — 1520 мм[1]
- Осьове навантаження, кН (тс) — 226 (23)
- Конструкційна швидкість, км/год — 100 (вантажних), 120 (вантажно-пасажирських), 140 (пасажирських)
- Країни експлуатації — СРСР → РФ
- Всього побудовано — 33
- Мінімальний радіус проходження кривих, м — 125
- Країна побудови — СРСР
- Заводи — Луганський тепловозобудівний завод
- Тип передачі — електрична
- Потужність тягового електродвигуна — 305 кВт
- Довжина локомотива — 20 620 мм (за буферами)[1]
- Навантаження від осі на рейки — 20 т[1]
- Тип двигуна — 1А-5Д49 (16ЧН26/26)[1]
- Діаметр коліс — 1050 мм[1]
- Тяга тривалого режиму — 17 600 / 24 600 кг[1]
- Швидкість тривалого режиму — 35,5 / 24,2 км/год[1]

## Галерея

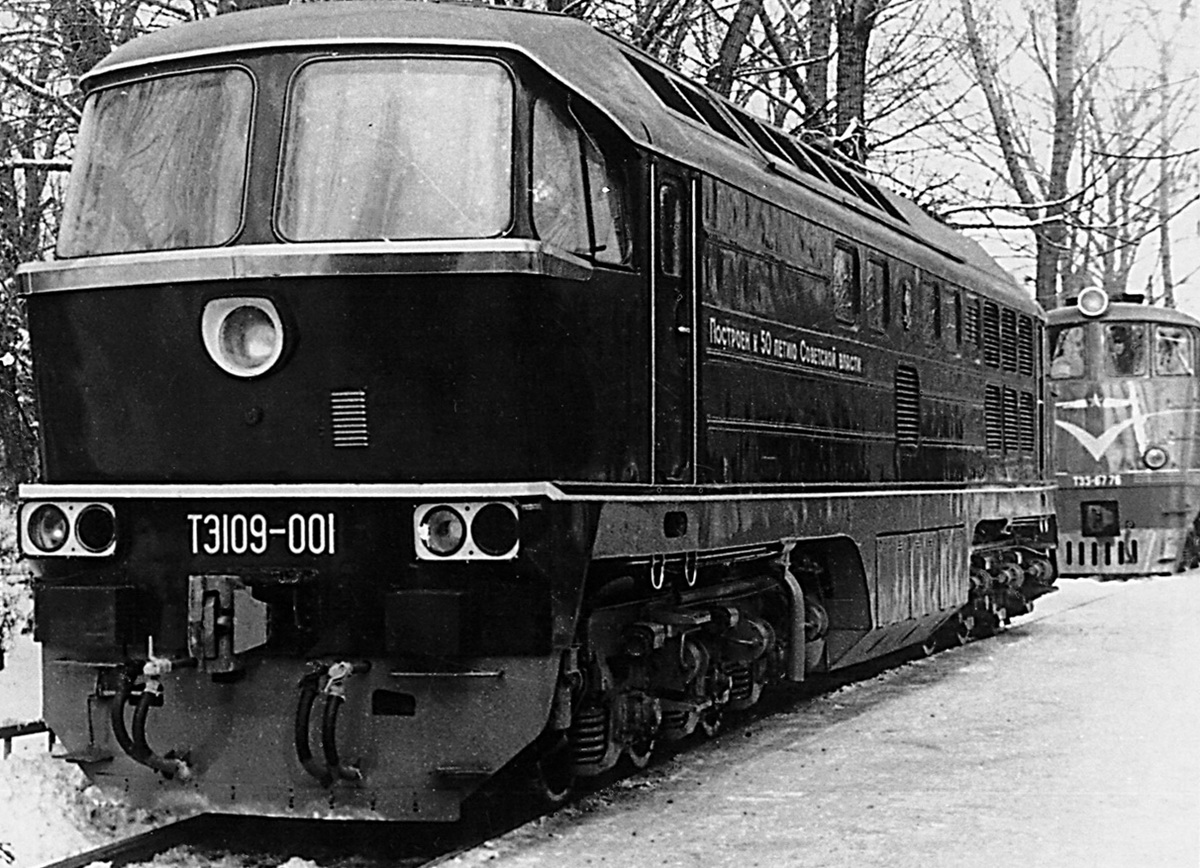
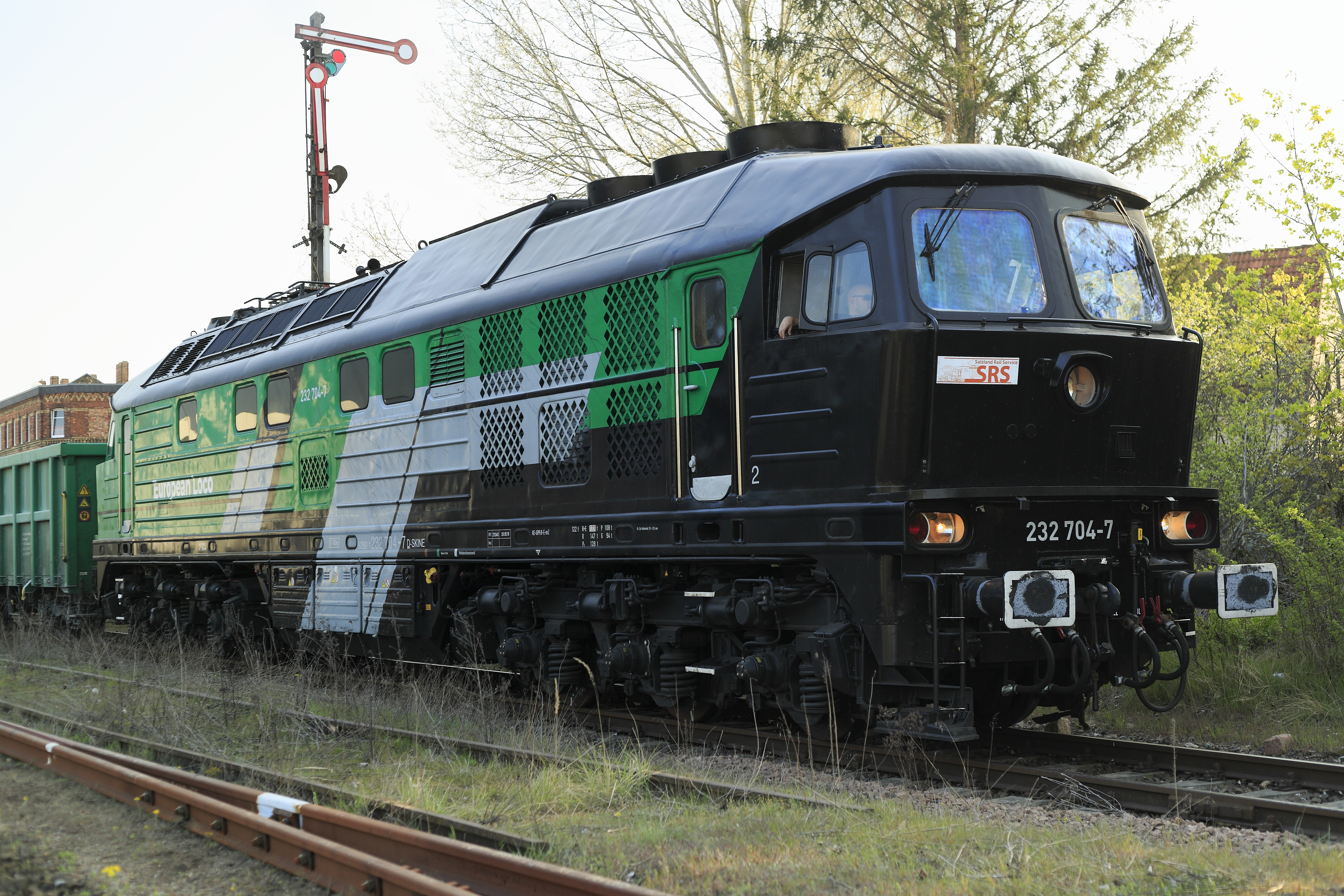
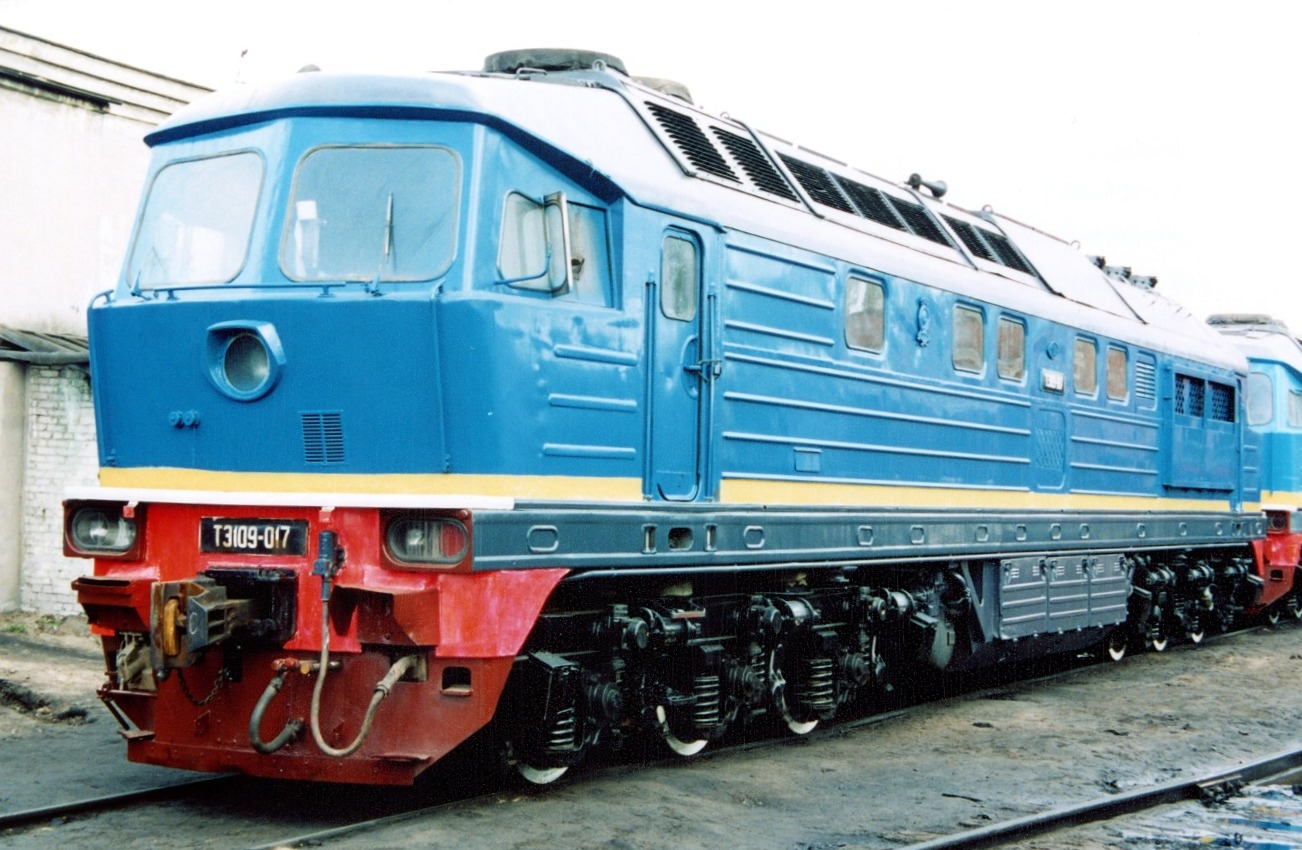
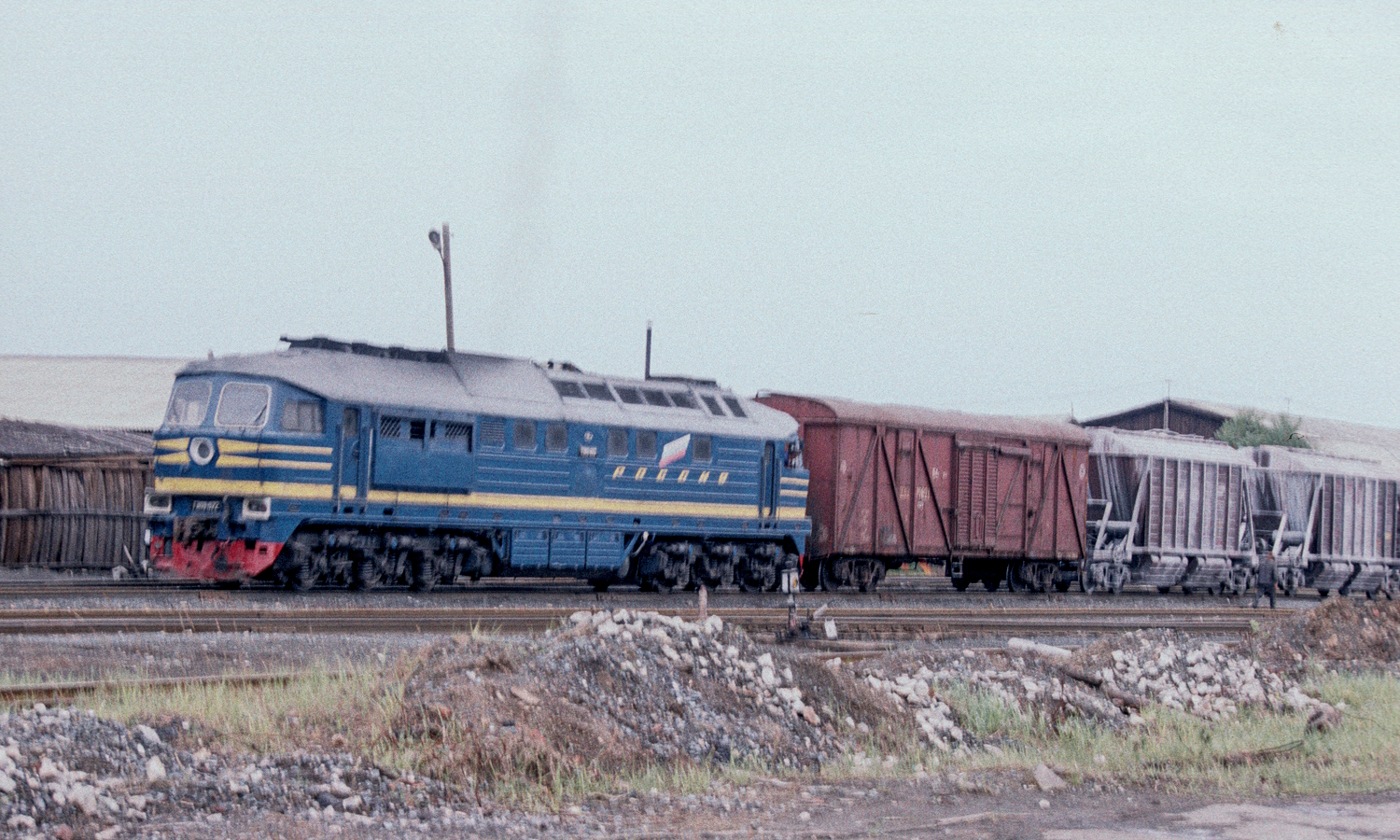
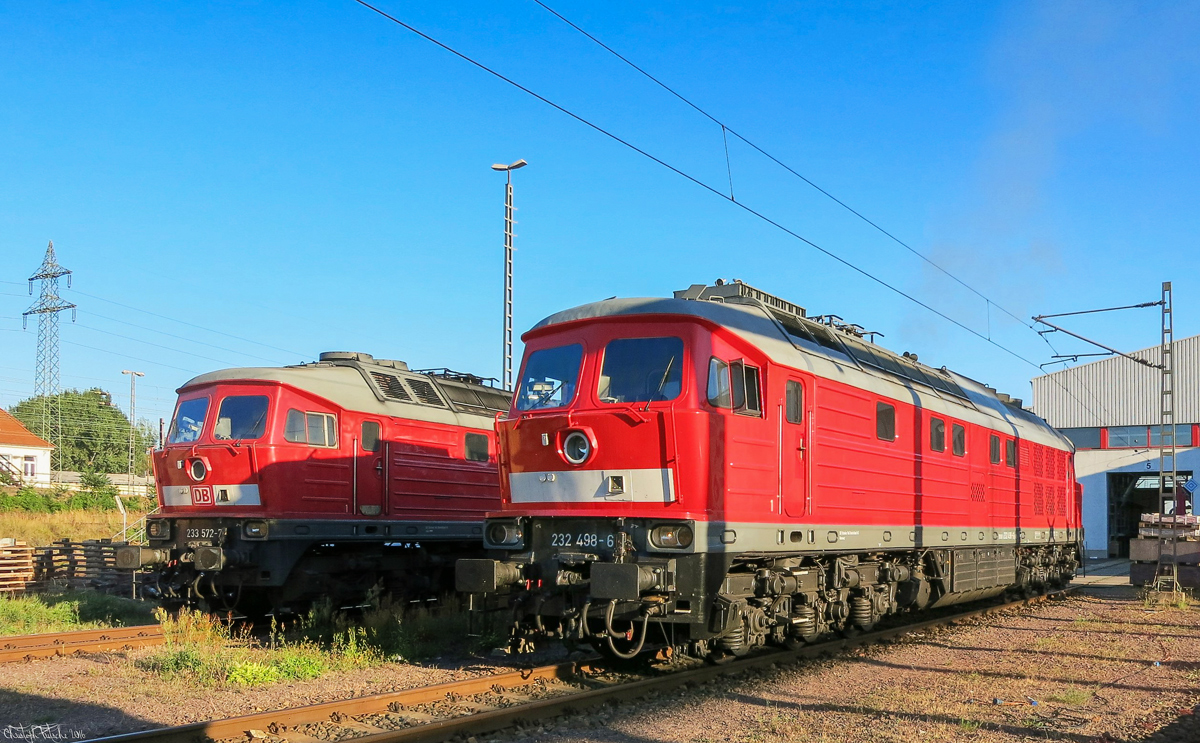
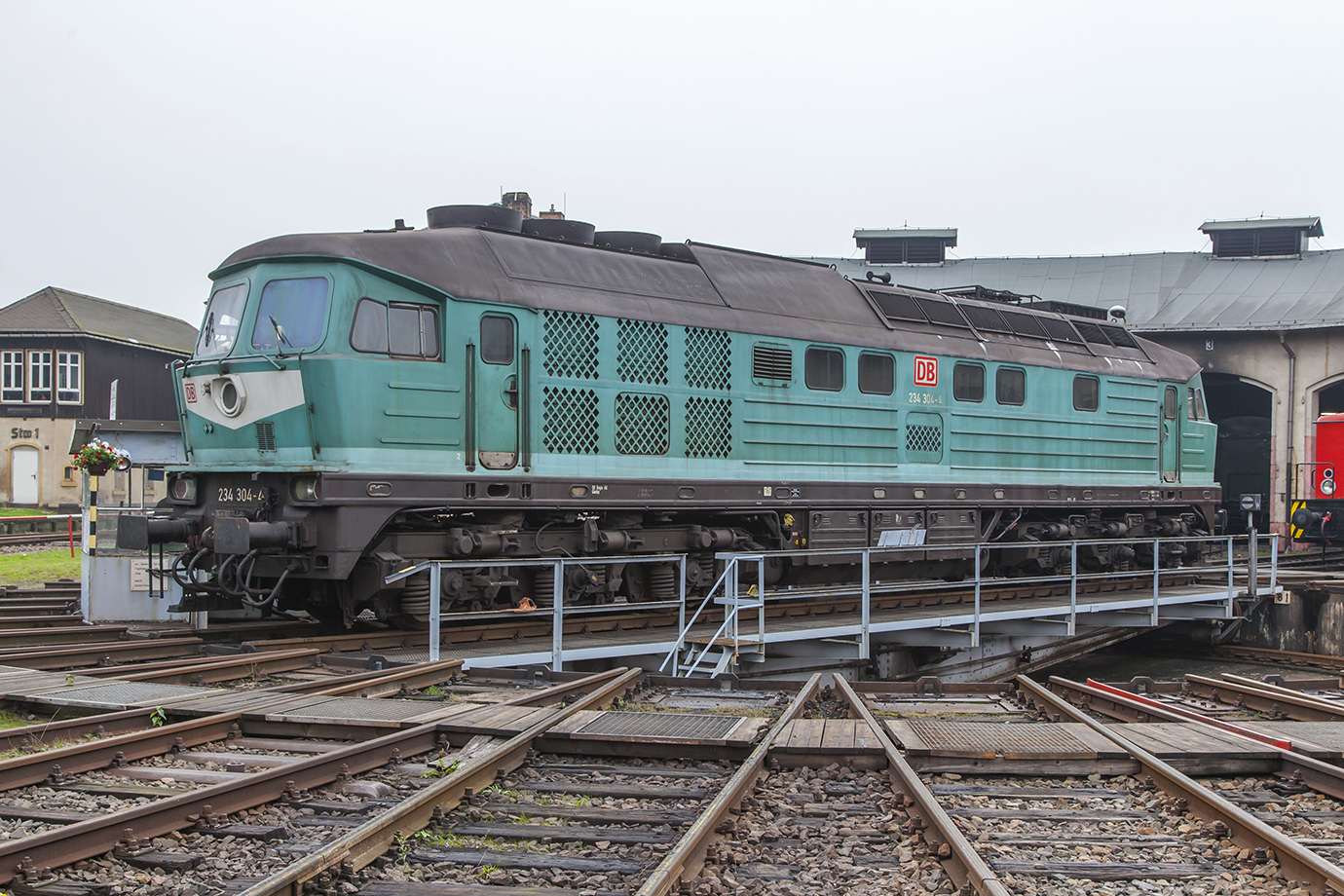
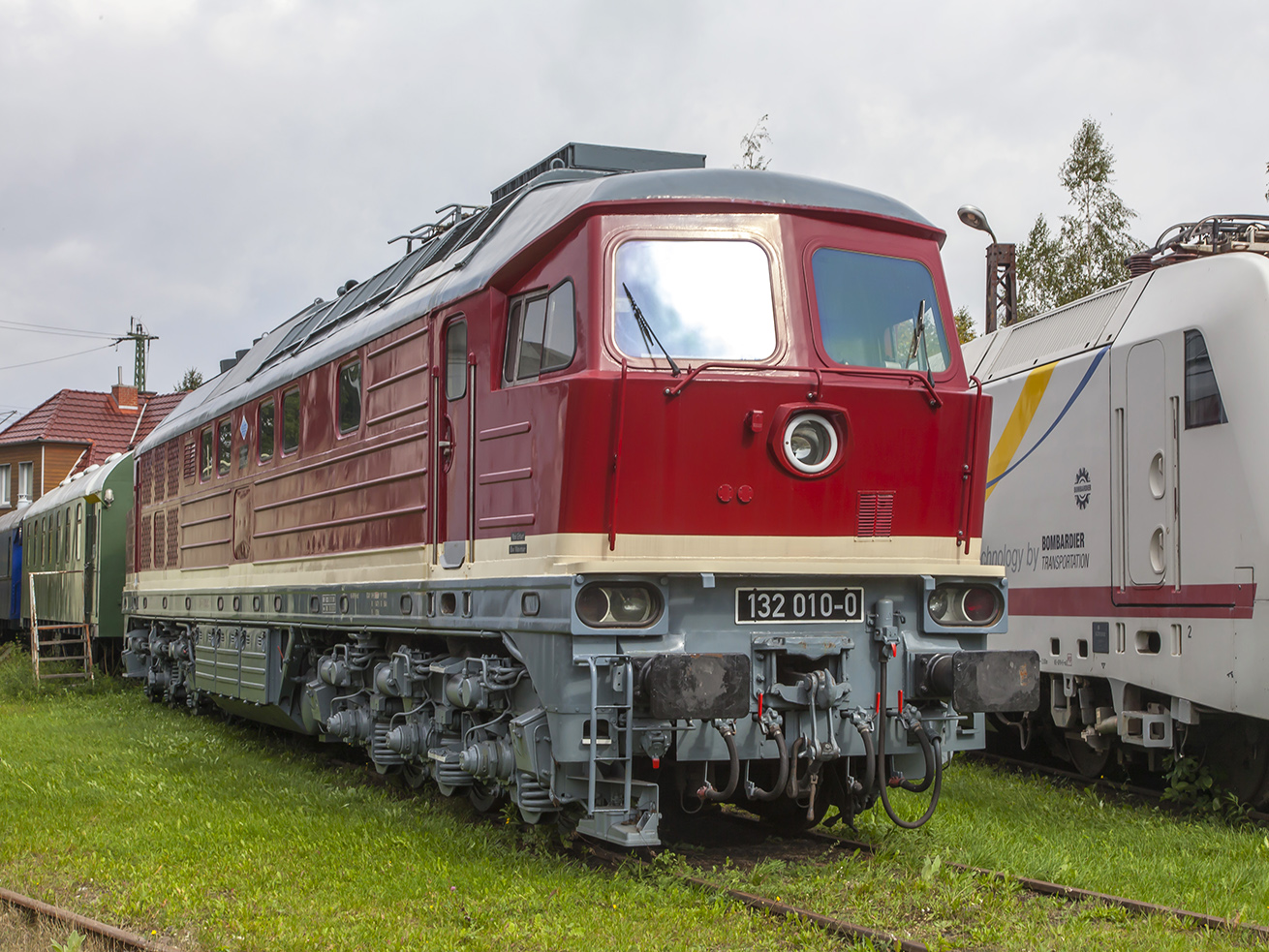